# Noémie Goudal
Pour les articles homonymes, voir Goudal.
Noémie Goudal, née le 7 juillet 1984, est une artiste et photographe française. Elle vit et travaille entre Paris et Londres.

## Biographie
Née à Paris, elle déménage à Londres à ses 19 ans pour étudier à Central Saint Martins où elle obtient un diplôme en design graphique. 
En 2010, elle obtient un master en photographie au Royal College of Art.
En 2024, elle fait partie des quatre candidats au prix Marcel-Duchamp.

## Pratique artistique
Noémie Goudal utilise à la fois la photographie, la vidéo et les installations. Son écriture photographique poétique, oscillant entre réalité et fiction, consiste à intégrer des structures architecturales de différents types (dômes, escaliers et tours) au sein de paysages vierges. Les vastes étendues, espaces industriels, océans, déserts, propices à la rêverie, sont ses sujets de prédilection.
Travaillant sur les contrastes entre réel et invention, invitant l'étrange dans ses décors, elle renouvelle la notion de paysage. La présence de l'homme n'y est qu'une trace, laissant place à l'imaginaire et à l'interprétation. L’œuvre de Noémie Goudal saisit la fragilité de l'homme et de la nature et invite le spectateur à s'interroger sur le rapport qu'ils entretiennent l'un et l'autre.
Ses inspirations sont diverses. Elle se dit influencée par le travail de chorégraphes contemporains comme Sidi Larbi Cherkaoui et Pina Bausch mais aussi par des auteurs tels que Haruki Murakami et Yoko Ogawa.

## Expositions

### Expositions individuelles
Source : Galerie Les Filles du Calvaire
- HotShoe Gallery, Londres, Angleterre (2010)
- Severed Head Gallery, Dublin, Irlande (2011)
- Project B, Milan, Italie (2012)
- Edel Assanti, Londres, Angleterre (2012)
- Haven her body was, Galerie Les filles du calvaire, Paris, France (2014)
- In Search of the First Line, Edel Assanti, Londres, Angleterre (2014)
- The Geometrical Determination of the Sunrise, The New Art Gallery, Walsall, Angleterre (2014)
- Southern Light Stations, The Photographers’ Gallery, Londres, Angleterre (2015)
- The Geometrical Determination of the Sunrise, Foam Museum, Amsterdam, Pays - Bas (2015)
- Cinquième Corps, Le BAL, Paris, France (2016)
- Maison de la Photographie de Toulon, Arsenal de Metz, Musée de Mougins, Galerie Seine 51, Paris, France (2013)
- Horizon des événements, Château d'Oiron, 2022[7]
- Phoenix, Église des Trinitaires, Arles, 2022

### Expositions collectives
- Dans la vague, exposition inspirée par l'estampe emblématique d'Hokusaï La Grande Vague, avec des œuvres d'une vingtaine d'artistes, parmi lesquels Noémie Goudal, Harry Gruyaert, Michael Kenna, Arno Rafael Minkkinen, Sarah Moon, Martin Parr, Bernard Plossu, Campredon art & image, L'Isle-sur-la-Sorgue, du 30 mars au 6 octobre 2024

## Prix
- prix HSBC[8] pour la photographie, 2013

## Publications
- The geometrical determination of the sunrise, Actes Sud, 2013

## Œuvres dans les collections publiques
- Musée municipal de La Roche-sur-Yon
- Centre Georges-Pompidou (CNAC)[9]

Frac Auvergne - Clermont-Ferrand